# Aquilonia
Aquilonia és un municipi situat al territori de la província d'Avellino, a la regió de la Campània (Itàlia). Limita amb els municipis de Bisaccia, Calitri, Lacedonia, Melfi, Monteverde i Rionero in Vulture.

## Història
Titus Livi la menciona, i pel que diu sembla que estava situada al país dels pentri, els samnites que vivien al centre del Sàmnium, encara que no es poden fixar amb precisió els límits del territori on vivien. La ciutat es trobava a poc més de 20 milles romanes de Cominium, un lloc que tampoc no es pot situar exactament. Pel que sembla la ciutat no estava a més d'un dia de marxa des de Boviànum, ja que després de la derrota dels samnites prop d'Aquilonia per Luci Papiri Cursor (a la batalla d'Aquilonia), la noblesa i la cavalleria es van refugiar a Boviànum, i les restes de les cohorts que havien estat enviades a Cominium es van poder retirar a la mateixa ciutat. Luci Papiri, després d'ocupar Aquilonia, que va destruir, va assetjar Saepinum, mentre marxava en direcció a Boviànum. Sembla cert que tant Aquilonia com Cominium s'han de situar al centre del Samni, al país dels pentri, però el lloc exacte de cap de les dues ciutats no es pot determinar i és probable que les dues fossin destruïdes ben aviat.